# Mtoa
Mtoa ist ein Verwaltungsbezirk (englisch Ward) des Distrikts Iramba in der tansanischen Region Singida.

## Geografie
Mtoa ist ein Bezirk im nördlichen Zentralteil von Tansania etwa 70 Kilometer Luftlinie nordwestlich der Regionshauptstadt Singida. Der Bezirk grenzt im Norden an Mgongo und Shelui, im Nordosten an Ulemo, im Osten an Mukulu, im Südosten an Ndago, im Süden an Mtekente, im Westen an Lugubu und Nguvumoja und im Nordwesten an Igunga. Bei der Volkszählung 2022 lebten 25.902 Menschen in 4453 Haushalten auf einer Fläche von 388 Quadratkilometern.

## Gliederung
Der Bezirk besteht aus sechs Gemeinden (swahili Mtaa) mit 25 Orten (Kitongoji):
| Mgela - Stoo - Mgela Kati - Kisua | Mtoa - Ibambasi - Mtoa Kati - Mpambaa | Msai - Ntimbwe - Mpambaa - Dodoma - Msai Mashariki - Msai Magharibi - Msai Kati | Tyeme - Mlungu - Tyeme Mashariki - Ikaranga - Mkima - Tyeme Kati - Katembo - Nkyala | Masagi - Shuleni - Kipeke - Mgunga | Kinkungu - Stoo - Miembeni - Mashineni |

## Infrastruktur
- Bildung: Die Mtoa Secondary School ist eine staatliche weiterführende Tagesschule mit einer Ausbildung bis zur 4. Stufe.[8]
- Gesundheit: In den Gemeinden Mtoa, Tyeme und Masagi gibt es je eine Apotheke. Die beiden in Mtoa und Masagi sind öffentlich, die in Tyeme wird von der evangelischen Kirche geführt.[9][10][11]